# 1144 Ода
1144 Ода (1144 Oda) — астероїд головного поясу, відкритий 28 січня 1930 року.
Тіссеранів параметр щодо Юпітера — 3,053.